# Фестивальный (концертный зал, Сочи)
Конце́ртный зал «Фестива́льный» — культурно-развлекательное учреждение (концертный зал) в Центральном районе города Сочи, Краснодарский край, Россия.
Построен по проекту архитекторов В. Шульрихтера и И. Рябышева в 1979 г.

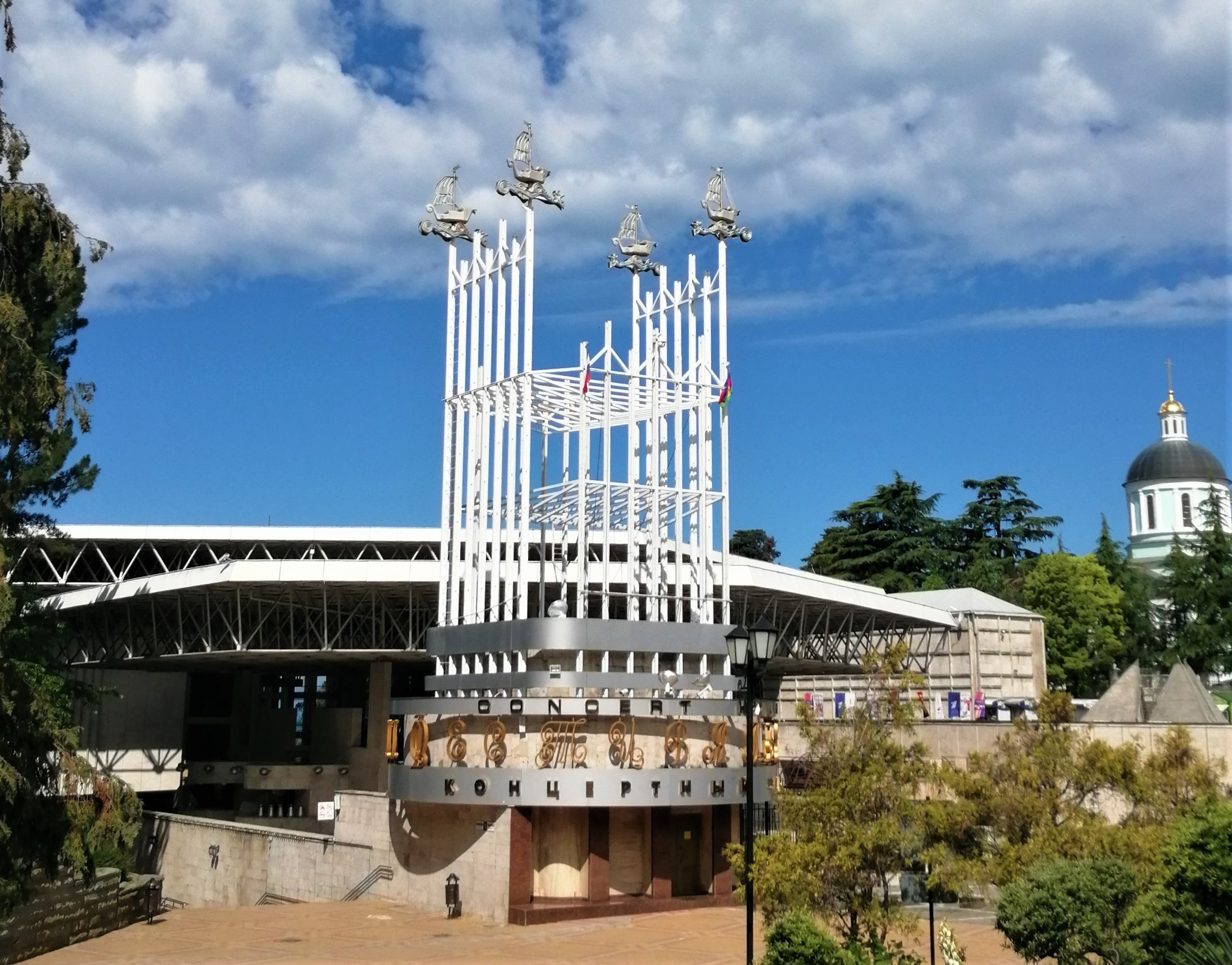
Концертный зал «Фестивальный»

Концертный зал «Фестивальный» находится в самом центре города Сочи на берегу Черного моря.
Фестивальный  входит в число достопримечательностей южного курорта. 
Мероприятия в зале проходят  с мая по сентябрь, так как зал является летней площадкой.
С каждого из 2500 мест зрительного зала, расположенного амфитеатром, хорошо видны не только сцена, но и море, звездный горизонт.
В фойе и на террасах — кафе, бары, буфеты.
За эти годы в Фестивальном побывали свыше 9 000 000 зрителей на более чем 5 тысячах мероприятий.

## История
Открытие зала состоялось 14 июня 1979 концертом Государственного академического хореографического ансамбля «Берёзка».
В истории зала - проведение фестивалей «Красная гвоздика», «Сочи», «Мир планете», «Пять звезд», Летний кубок КВН.
До 1990 года проводился международный молодёжный песенный конкурс «Красная гвоздика».

## Архитектурные аспекты
Проект концертного зала разработан в Государственном институте по проектированию театрально-зрелищных мероприятий «Гипротеатр» Министерства культуры СССР.
Авторский коллектив: архитекторы В. Шульрихтер, И. Рябышева, инженеры  И. Брук, М.  Берлин,  Л. Паршин.  Автора отдельных частей комплекса: К. Стойко, Е. Антипова,  инженер Г. Кальчук.
Строительство концертного зала было осуществлено генеральным подрядчиком – Трестом №1 Главсочиспецстроя (управляющий И. Соин, главный инженер СМУ-5 В. Садей, старший прораб Б.Терехов).

## Концерты и шоу
Под сводами зала звучит музыка симфонических оркестров, выступают звёзды российской и зарубежной эстрады, хореографические коллективы и не только.
Фестивальный является местом проведения знаковых фестивалей:  «SOCHI JAZZ FESTIVAL», «Юморина».
По сложившейся традиции, каждый год в Фестивальном проходят выпускные балы для всех выпускников школ - «АЛЫЕ ПАРУСА».

## Награды
1 место в выполнении социалистических соревнованиях – 1980 год